# Kingaroy
Kingaroy est une ville du sud-est du Queensland, en Australie à 220 kilomètres au nord-ouest de Brisbane à l'intersection de la D'Aguilar Highway avec la Bunya Highway. Elle compte 7 620 habitants en 2006.

## Étymologie
Le nom de la ville est d'origine aborigène et signifie "fourmi rouge"[réf. nécessaire].

## Économie
La ville abrite le siège des plus grosses sociétés de commercialisation de cacahuètes et de haricots d'Australie.